# Скумпия кожевенная
Ску́мпия коже́венная (лат. Cotinus coggýgria) — деревянистое растение; вид рода Скумпия семейства Анакардиевые.

## Названия
Также используются названия: скумпия когги́грия, жёлтое дерево, венгерское жёлтое дерево, желти́нник, желтуница, желтник красильный, сумах, венецианский сумах, парико́вое де́рево, рай-дерево, физетовое дерево, кожевенник.

## Биологическое описание
| Варианты альтернативного наименования скумпии кожевенной в начале XX века в различных регионах Российской империи согласно энциклопедическому словарю Брокгауза и Ефрона |                   |
| Регион | Варианты названия |
| В Малороссии | скомпия           |
| В Бессарабии | скумпия           |
| У татар | сараган           |

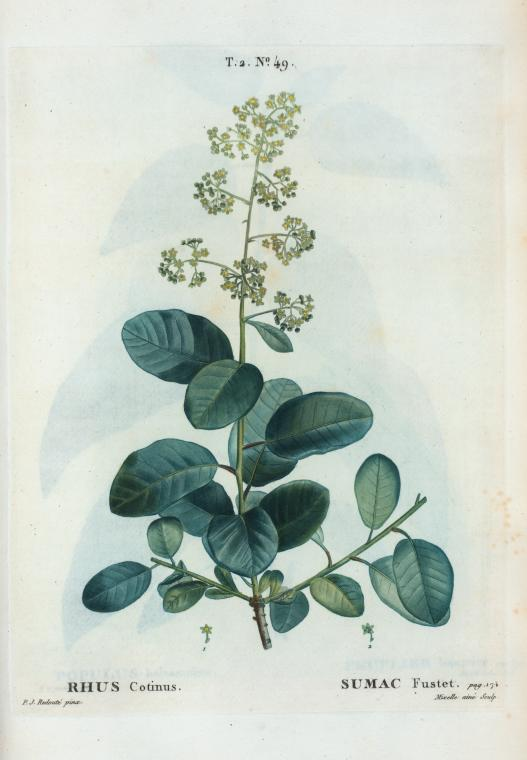
Ботаническая иллюстрация П.-Ж. Редуте

Крупный кустарник или небольшое деревце, живущее 100 лет, высоты 10— 12 м (обычно 3—5 м).
Крона шаровидная или зонтикообразная, побеги голые, блестящие, краснеющие с освещённой стороны; почки ширококонические, кора тонкая, коричнево-бурого цвета; корневая система сильно разветвлена.
Листья очерёдные, на черешках, простые, округлые или яйцевидные, цельнокрайные, длиной до 10 см и шириной до 7 см; сверху пластинки голые, снизу пушистые; листья появляются в апреле, в ноябре листья краснеют и опадают.
Растения однодомные, хотя бывают и двудомные. Цветки тычиночные или обоеполые, мелкие, желтовато- или зеленовато-белого цвета, пятичленные, собраны в раскидистые пушистые метёлки длиной 15—30 см; большую часть соцветия составляют неплодующие цветки. Цветоножки недоразвитых цветков многочисленные, после цветения сильно удлиняются и покрываются длинными оттопыренными красноватыми волосками, отчего метёлки становятся пушистыми и декоративными. Опыляются насекомыми. Цветение в мае — июне.
Плоды — сухие костянки почковидной формы и зеленоватого цвета; при созревании они приобретают коричневый оттенок и покрываются сетью продольных жилок; плоды созревают в августе. Размножение семенами и вегетативно; даёт активную корневую поросль от пня; в культуре легко разводится черенками, делением кустов, отводками.

## Распространение и среда обитания
Ареал: юг Западной Европы, Балканы, Молдавия, юг Украины, Ростовская область, Воронежская область, Кавказ (везде кроме Ленкорани), Турция, Сирия, северо-запад Ирана, Пакистан, Индия, Гималаи, Китай.
Произрастает по каменистым склонам. Компонент редколесий и аридных лесов.

## Экология
Солнцелюбиво, засухоустойчиво. Кальцефит, не выносит избыточного почвенного увлажнения, растёт на сухих каменистых склонах, известковых обнажениях. Растёт до 1200 м над уровнем моря.
Эдификатор кустарниковых зарослей и подлеска кустарниковых зарослей и подлеска пушистодубовых и дубово-грабинниковых лесов, можжевеловых редколесий, сосновопицундских сообществ, в тисо-самшитовой роще.
Возобновляется как семенным, так и вегетативным путем —порослью, отводками, причем однолетние порослевые побеги достигают высоты 2,8 м.
Географический элемент средиземноморско-переднеазиатский, по А. А. Колаковскому, тетисный.
Род скумпия в России известен от палеоцена до четвертичного периода. Скумпия обыкновенная отмечена в самарских отложениях в Амвросиевке (Ростовская область), в послеледниковых туфах Предкавказья (Машук). Третичный реликт. На Кавказе род известен с миоцена.

## Значение и применение

Осенняя окраска листвы на фоне лесной подстилки из плюща — ноябрь, окрестности Новороссийска

### В медицине
В качестве лекарственного сырья используют лист скумпии кожевенной (лат. Folium Cotini coggygriae), который заготавливают в течение лета (июнь — август) и высушивают. Листья содержат от 6 до 30,13 % (по другим данным, 15—40 %) танинов — гидролизуемых дубильных веществ. Наибольшее содержание таннидов проявляется при полном солнечном освещении и в июне — начале июля. Танин обладает вяжущими, противовоспалительными и антисептическими действиями. В мае в листьях содержится 92 мг% витамина C, около 0,15 % эфирного масла, используемого в парфюмерии. Благодаря большому содержанию таннидов листья употребляются для дубления козьих, овечьих, телячьих кож. Найдены также флавоноиды.

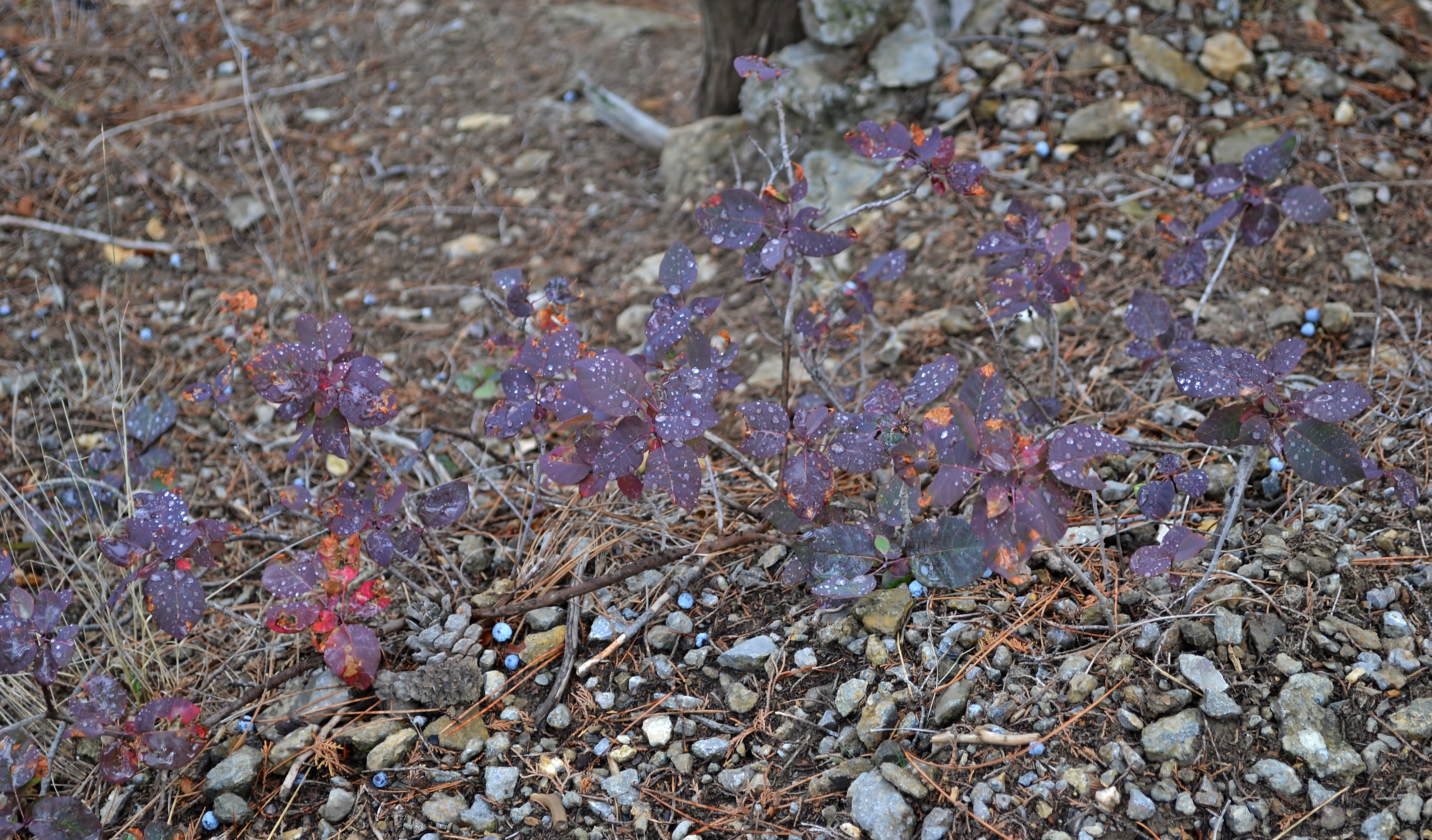
Один из вариантов осенней окраски листвы. Крым, гора Перчем

Все части растения находят широкое применение в медицине. Отвар корней известен как жаропонижающее средство, спиртовые и водные извлечения древесины, листьев проявляет бактерицидное действие. Отвар корней, листьев и плодов известен как вяжущее и для полоскания при стоматитах, фарингитах. Листья входят в фармакопею СССР VIII—X изданий. Они служат сырьём для получения медицинского танина. Препараты «Танальбин» и «Тансал» применяются как вяжущее при острых колитах, энтеритах. Из листьев получают препарат «Флакумин» (сумма флавоноловых агликонов), применяемый как желчегонное средство.

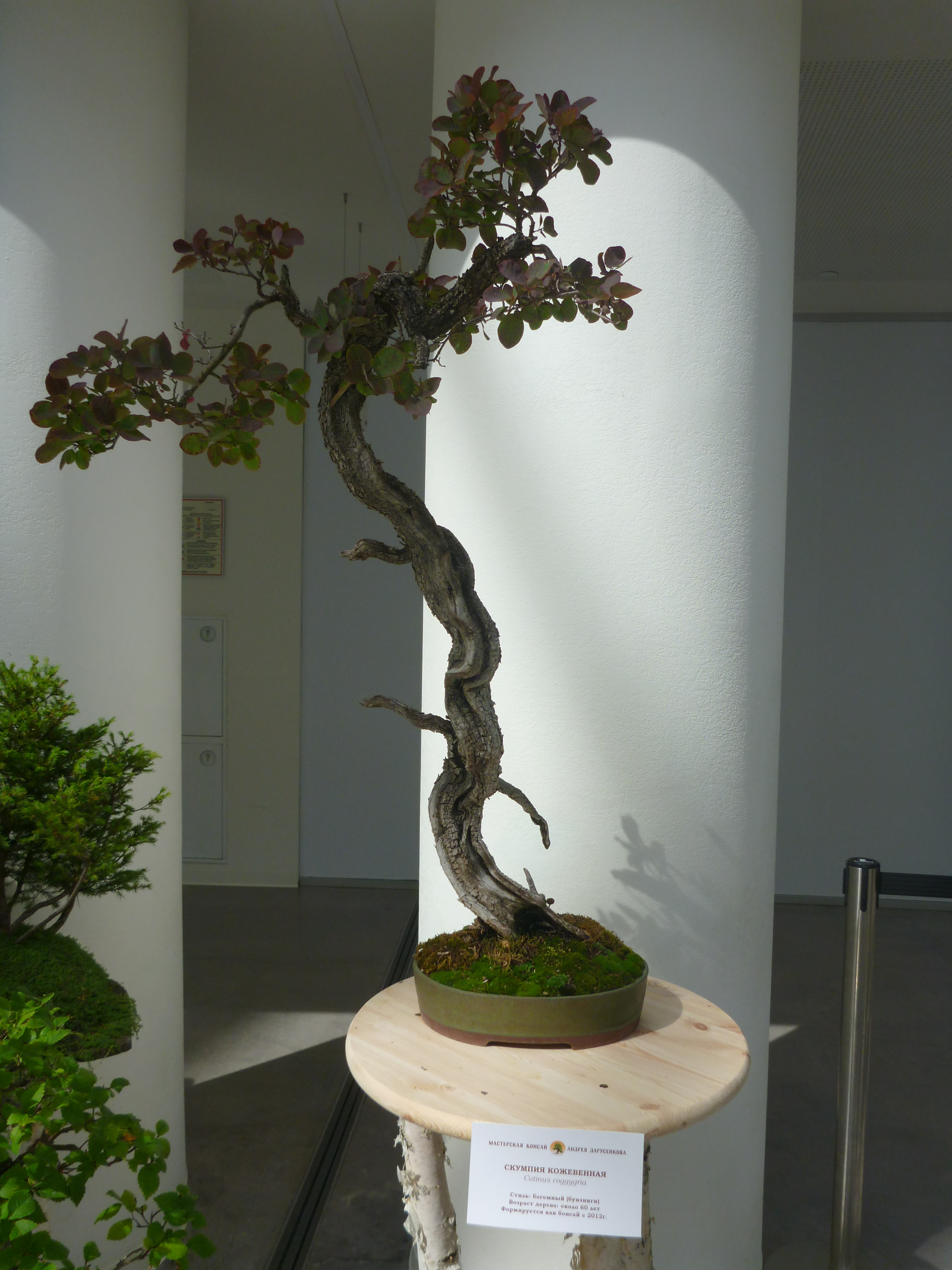
Скумпия кожевенная в форме бонсай

В народной медицине раствор и отвар используется для промывания кровоточащих и труднозаживляемых ран и ожогов. В Болгарии известно применение при геморрое, дизентерии, диарее, стоматитах, дерматомикозах.

### Древесина
Мягкая, лёгкая (средний удельный вес — 0,67), жёлтого цвета, лоснящаяся, прочная, не поддающаяся гниению. Пригодна для производства мелких столярных изделий, инкрустаций, музыкальных инструментов.
В листьях и в побегах содержится жёлтый краситель физетин, окрашивающий шерсть, шёлк, кожу в жёлтый и оранжевый цвета, в корнях — красный краситель.
Древесина, даже сырая, горит практически без дыма.
Хорошо противостоит гниению, поэтому стебли идут на подпорки для винограда.

### Прочее
Дикорастущие заросли имеют противоэрозионное и почвозащитное значение. Важный компонент полезащитных лесополос.
Декоративное парковое растение, введено в культуру в 1650 году. Особенно интересно в солитерных посадках. Медонос.